# コート・ド・ニュイ
コート・ド・ニュイ(Côtes de Nuits)は、フランス東部、ブルゴーニュ地域圏コート＝ドール県のほぼ中央部から南部にかけて広がるワイン産地である。日本では略してニュイ地区と呼ばれることが多い。
県庁所在地ディジョン市に南接するマルサネからニュイ・サン・ジョルジュまでの、長さ約20キロ、幅は数百メートルから1キロ程度の範囲で、ロマネ・コンティやシャンベルタンなど、「世界で最も偉大な」赤ワインの産地として知られている。白ワインも赤ワインの数分の一程度の量ではあるが、優れたものがある。地区北端のマルサネではロゼも作られるが、これはごく平凡な味わいのものである。それぞれの村や畑が独自のAOCを持つため、地区全体のAOCはないが、次に述べるAOCコート・ド・ニュイ・ヴィラージュというAOCがある。

## AOCコート・ド・ニュイ・ヴィラージュCôtes de Nuits Villages
ニュイ地区の、独自の北部と南部5村でつくられるワイン。村名AOC格付け。8割以上が赤である。